# أليساندرو رولا
أليسَّاندرو رولَّا (بالإيطالية: Alessandro Rolla) (22 ديسمبر 1757 – 10 مايو 1841) مؤلف موسيقي إيطالي وعازف أول للفيولا والكمان وقائد موسيقي ومعلم. 
تكمن شهرته الآن بشكل رئيسي في كونه «معلم باغانيني العظيم». وكان له دور هام في تطوير تقنيات العزف على آلتي الكمان والفيولا.

## مؤلفاته الموسيقية
ألف حوالي 500 عمل موسيقي، تتنوع بين المؤلفات التعليمية إلى السوناتات، والرباعيات، والسمفونيات، وكونشيرتو للكمان، وما لا يقل عن 13 كونشيرتو وأعمال أخرى للفيولا والأوركسترا. وكانت مساهمته الكبيرة في نشر أعمال بيتهوفن في إيطاليا وإلمامه ببيتهوفن وغيره من المؤلفين الموسيقيين من فيينا يظهر في مؤلفاته.

## إرثه الموسيقي
كان موسيقيًا ذا رؤية أوروبية، ومبتكرًا في مجاله الخاص، وكان قادرًا أيضًا على التعلم من أفضل معاصريه. كما أن الانغماس بعمق في بيئة الأوبرا كان له بلا شك تأثير على أسلوبه كمؤلف. غالبًا ما استخدم موضوعات من الأوبرا لتنويعاته الموسيقية.